# Борок (Судиславский район)
Борок — деревня в Судиславском сельском поселении Судиславского района Костромской области России. 

## География
Деревня расположена у реки Андобы.

## История
Согласно Спискам населенных мест Российской империи в 1872 году деревня относилась к 2 стану Буйского уезда Костромской губернии. В ней числился 21 двор, проживало 46 мужчин и 59 женщин.
Согласно переписи населения 1897 года в деревне проживало 105 человек (40 мужчин и 65 женщин).
Согласно Списку населенных мест Костромской губернии в 1907 году деревня относилась к Троицкой волости Буйского уезда Костромской губернии и располагалась на торговой дороге Судиславль — Молвитино. По сведениям волостного правления за 1907 год в ней числилось 27 крестьянских дворов и 134 жителя. Основным занятием жителей был точильный промысел.

## Население
| 2008 | 2010 | 2014 |
| ---- | ---- | ---- |
| 1    | ↘0   | ↗1   |